# Kirby : Cauchemar au Pays des Rêves
 (octobre 2019).
Si vous disposez d'ouvrages ou d'articles de référence ou si vous connaissez des sites web de qualité traitant du thème abordé ici, merci de compléter l'article en donnant les références utiles à sa vérifiabilité et en les liant à la section « Notes et références ».
Kirby : Cauchemar au Pays des Rêves (星のカービィ 夢の泉デラックス, Hoshi no Kābī Yume no Izumi Derakkusu ; Kirby: Nightmare in Dream Land en anglais) est un jeu vidéo de plate-forme sorti en 2002, mettant en scène Kirby de Nintendo. Il a été développé à l'occasion des dix ans de la série Kirby (le premier jeu Kirby étant sorti en 1992).
Ce jeu est l'adaptation sur Game Boy Advance de Kirby's Adventure, second épisode des aventures de Kirby (sorti sur NES en 1993).
Cette version contient des graphismes remaniés, de nouveaux mini-jeux accessibles à 4 joueurs, quelques passages inédits et de petites modifications de gameplay.

## Synopsis
Le paisible Pays des Rêves est en grand danger. Au Pays des Rêves, les rêves jaillissent depuis toujours de la merveilleuse Fontaine des Rêves. La fontaine des rêves contenait les espoirs et les rêves de tout ce qui vit. C'était aussi d'elle que provenaient les doux rêves et le repos qu'apporte le sommeil profond. Mais un jour, les habitants du Pays des Rêves perdirent leurs rêves ! Le Roi Dadidou se baignait dans la Fontaine des Rêves ! Il cassa le Bâton Étoile par inadvertance et en confia les morceaux à ses sbires. Kirby doit désormais se lancer dans l'aventure pour permettre à tous les habitants du Pays des Rêves de retrouver un sommeil paisible.

## Ajout par rapport au jeu original
Kirby : Cauchemar au Pays des Rêves ajoute quelques minis-jeux, Rallye Bombe, Kirby's Air Grind et Duel (ce dernier était présent dans le jeu original, mais pas sous cette forme).
L'ajout le plus important est le mode Meta Knightmare, où l'on refait l'aventure mais en jouant Meta Knight. Cependant, on ne peut pas sauvegarder, les extras sont fermés et Nightmare, le boss final, ne peut pas être affronté.